# 塞魯利－泰拉莫天文台
塞魯利－泰拉莫天文台（Osservatorio astronomico d'Abruzzo）是位於義大利中部阿布魯佐大區泰拉莫的一座天文台。
塞魯利－泰拉莫天文台由文森佐·塞魯利於1890年創立，後來學院以他的名字命名。塞魯利－泰拉莫天文台由義大利國家天文物理研究所 (INAF) 擁有和營運。
自1994年以來，塞魯利－泰拉莫天文台就擁有一台光學望遠鏡，主鏡直徑為72公分。
2016年8月23日至24日，阿馬特里切地區發生地震，天文台資料中心受損，於同年11月拆除，設備被搬遷至其他建築物內。